# Pitkäsaari (ö i Finland, Södra Savolax, Nyslott, lat 62,22, long 28,10)
Pitkäsaari är en ö i Finland. Den ligger i sjön Haukivesi och i kommunen Rantasalmi i den ekonomiska regionen  Nyslotts ekonomiska region  och landskapet Södra Savolax, i den sydöstra delen av landet, 280 km nordost om huvudstaden Helsingfors. Öns största längd är 3 kilometer i sydöst-nordvästlig riktning.